# Toni Dietl
Pour les articles homonymes, voir Dietl.
Toni Dietl est un karatéka allemand né le 2 avril 1961 à Wurtzbourg. Il est surtout connu pour avoir remporté l'épreuve de kumite individuel masculin moins de 75 kilos aux Jeux mondiaux 1989 et aux championnats d'Europe de karaté 1990 ainsi que l'épreuve de kumite individuel masculin open aux championnats d'Europe de karaté 1992.

## Résultats
| Résultat           | Date         | Épreuve                   | Catégorie | Compétition                | Ville hôte                |
| ------------------ | ------------ | ------------------------- | --------- | -------------------------- | ------------------------- |
| Médaille de bronze | 1984         | Kumite individuel open    | Seniors   | Championnats d'Europe 1984 | Paris, en France          |
| Médaille d'argent  | 1985         | Kumite individuel - 75 kg | Seniors   | Championnats d'Europe 1985 | Oslo, en Norvège          |
| Médaille d'argent  | 1986         | Kumite individuel - 75 kg | Seniors   | Championnats d'Europe 1986 | Madrid, en Espagne        |
| Médaille de bronze | 1987         | Kumite individuel - 75 kg | Seniors   | Championnats d'Europe 1987 | Glasgow, au Royaume-Uni   |
| Médaille de bronze | 1988         | Kumite individuel - 75 kg | Seniors   | Championnats du monde 1988 | Le Caire, en Égypte       |
| Médaille d'or      | Juillet 1989 | Kumite individuel - 75 kg | Seniors   | Jeux mondiaux 1989         | Karlsruhe, en Allemagne   |
| Médaille d'or      | 1990         | Kumite individuel - 75 kg | Seniors   | Championnats d'Europe 1990 | Vienne, en Autriche       |
| Médaille d'or      | 1992         | Kumite individuel open    | Seniors   | Championnats d'Europe 1992 | Bois-le-Duc, aux Pays-Bas |
| Médaille de bronze | 1992         | Kumite individuel open    | Seniors   | Championnats du monde 1992 | Grenade, en Espagne       |

## Annexe